# Пьяви, Луиджи
Луиджи Пьяви, O.F.M. (итал. Luigi Piavi или итал. Ludovico Piavi; 17 марта 1833 года, Равенна — 24 января 1905 года, Иерусалим) — католический прелат. В 1889—1905 годах — Патриарх Иерусалима латинского обряда Римско-католической церкви. В 1876—1889 годах — Титулярный архиепископ Сиунии. В 1889—1905 годах — Великий магистр ордена Святого Гроба Господнего Иерусалимского.

## Биография
21 октября 1850 года вступил в орден Францисканцев, в орденской провинции Болонья.
22 декабря 1855 года рукополжен в священники. 30 июля 1856 года отправляется на Восток. С 19 августа 1856 года в Арисе изучал арабский язык. С 13 августа 1858 года — викарий в Алеппо, а с 12 сентября 1861 года — священник в Алеппо. В январе 1873 года — Апостольский администратор в Бейруте.
С 14 ноября 1876 года по 28 августа 1889 года — апостольский викарий Алеппо, апостольский делегат в Сирии и тутулярный архиепископ Сиунии. 26 ноября 1876 года рукоположен во епископы. Посетил египетских коптов.
с 28 августа 1889 года по 24 января 1905 года — Патриарх Иерусалимский и Великий магистр ордена Святого Гроба Господнего Иерусалимского. 8 сентября 1889 года торжественно въехал в Иерусалим. В апреле-мае 1890 года совершил пасторский визит на Кипр и в Галилею. 23 июня 1890 года посети Рим. 15-21 мая 1893 года участвовал в евхаристическом конгрессе в Иерусалиме. С 22 апреля по 21 мая 1904 год совершил пастырский визит на Кипр. С 27 маяпо 23 августа 1904 года находился в Риме.
18 января 1905 года заболел пневмонией. 24 января 1905 года умер. Похоронен в часовне святого Иосифа.